# A magyar nyelvből kiveszett hangok listája
Az alábbi táblázat azokat a hangokat sorolja fel, amelyek az idők során eltűntek a magyar nyelvből.
| Jel        | Leírása | Idegen nyelvi megfelelői        | Mikor tűnt el a magyar nyelvből | Mi lett belőle                        | Hol van még jelen                                         | Megjegyzés |
| ---------- | --- | ------------------------------- | ------------------------------- | ------------------------------------- | --------------------------------------------------------- | --- |
| ȧ (IPA a)  | röviden ejtett á | például német, francia rövid a  | ómagyar korban                  | a vagy á                              | nyelvjárásokban, idegen szavakban                         | manapság újból ejtett hang pl. hardver |
| ē (IPA ɛː) | nyílt, hosszú e hang, mint az erre szóban                                                                                | finn ää, olasz bene             | újmagyar korban                 | é                                     | nyelvjárásokban                                           | |
| i̬ vagy i   | i és u közötti, veláris vagy mediális i hang (ajakréssel ejtett u: azaz az u ejtése során az ajkakkal i-t kell formázni) | orosz ы (jeri), török ı (ï)     | ómagyar korban                  | i, néhol u                            | moldvai csángó nyelvjárásban                              | E hang szerepelt az íj, híd; hív, bír stb. szavakban, s emiatt mély hangrendű a ragozásuk: íjak, hidak; hívok, bírok; nem pedig mint: hírek, viszek. |
| β          | bilabiális (két ajakkal képzett) zöngés réshang                                                                          | spanyol boca                    | ómagyar korban                  | v vagy u̯ ü̯ (diftongusokban)           | moldvai csángó nyelvjárásban                              | Például az ősmagyar neβü (név) szóban |
| ćs         | palatális cs |                                 | ősmagyar korban                 | cs, s                                 | moldvai csángó nyelvjárásban                              | |
| dźs        | palatális dzs |                                 | ómagyar korban                  | gy                                    | moldvai csángó nyelvjárásban                              | |
| γ          | mediopalatális (a szájpadlás közepén képzett) zöngés réshang                                                             | spanyol seguir                  | ómagyar korban                  | Ø vagy au, eü diftongusokban (> ó, ő) | –                                                         | Például a feγ szóban fordult elő, ebből vált ketté például fő és fej, ugyanígy a nő és nej.                                                          |
| ly (IPA ʎ) | kb. lj | olasz figlio                    | újmagyar korban                 | j hang                                | mezőségi (Közép-Erdély) és moldvai csángó nyelvjárásokban | Ezt a hangot ejtették az ly helyén, például folyó ejtése kb. [foljó] volt, ma [fojó].                                                                |
| χ (IPA x)  | a k helyén képzett réshang                                                                                               | német ach                       | ómagyar korban                  | h vagy Ø                              | csak fonémaként tűnt el, variánsként még él               | |
| ŋ          | mint a harang szóban | a legtöbb ismert idegen nyelven | ősmagyar korban                 | ŋg (> g) vagy γ                       | csak fonémaként tűnt el, beszédhangként ma is jelen van   | |
| ϑ (IPA θ)  | zöngétlen interdentális (fogak közt képzett) réshang                                                                     | angol think                     | ősmagyar korban                 | Ø                                     | –                                                         | |

Megjegyzések
- A Ø jel jelentése: törlődött; a „kacsacsőr” (>) a hangváltozást jelöli.
- Az ősmagyar és az ómagyar korban jóval több diftongus (kettőshangzó) létezett.
- Jellegzetes mássalhangzó-kapcsolatok voltak az ősmagyar kor elején az -mp-, -nt-, -ŋk-, nyćs- is, de ezek az ómagyar korra zöngésültek, majd elvesztették nazalitásukat, és b, d, g, dźs (> gy) lett belőlük.
- Az ā (hosszan ejtett a, mint az arra szóban) mindig is csak nyelvjárásokban fordult elő.
- A veláris i és í két külön hang volt, belőlük i ill. í lett.